# 科索沃 (地区)
科索沃地区（Kosovo/ˈkɒsəvoʊ/，羅馬化：Kosovo, Kosmet），有時稱為科索沃和梅托希亞（塞爾維亞語：Косово и Метохија, Kosovo i Metohija），是東南歐巴爾幹半島中的一個地區。在歷史上，Dardani王國及後來羅馬的的达达尼尔省（Dardania）都位在此地。在中世紀時科索沃曾是塞爾維亞的一部份，當時曾興建許多重要的塞爾維亞東正教堂，其中有些列名在聯合國的世界遗产中。
科索沃地區曾經是南斯拉夫社會主義聯邦共和國及後來南斯拉夫聯盟共和國的一部份。科索沃境內長期嚴重的阿爾巴尼亞人和塞爾維亞人的種族紛爭已使得此地區種族分裂，甚至有種族間的暴力行為，包括1999年的科索沃戰爭。最後南斯拉夫軍隊撤出科索沃，最後依1999年安理會第1244決議，由聯合國接管科索沃地區。
在2008年，科索沃共和國（阿爾巴尼亞文：Republika e Kosovës; 塞爾維亞文：Република Косово, Republika Kosovo）宣布獨立，它控制大部份科索沃地區的領土，且有部份國家承認。北科索沃是塞爾維亞最大的飛地，是以遵照塞爾維亞共和國的平行組織進行管理。塞爾維亞不承認科索沃的分裂，將其視為它擁有主權，但由聯合國管理的實體，許多國家也接受此想法。